# Quaesitosaurus
Quaesitosaurus (med betydelsen "extraordinär ödla") var ett släkte av växtätande dinosaurier tillhörande gruppen sauropoder som levde i Mongoliet. Man tror att den levde för cirka 80 miljoner år sedan (osäkerhet råder angående mer exakt ålder).

## Beskrivning
Quaesitosaurus storlek är mycket osäker. En del beräknar längden till omkring 20 meter, även om man bara känner till skallen. Den var dock troligen en typisk sauropod: halsen var troligen lång, liksom svansen och kroppen var massiv.